# Силютин, Фёдор Кузьмич
Фёдор Кузьмич Силютин (1933 год, Армавир — 1983 год, Холмск, Сахалинская область) — капитан рыболовного сейнера «Калуга» Управления морского рыболовного и зверобойного флота Министерства рыбного хозяйства СССР, гор. Холмск Сахалинской области. Герой Социалистического Труда (1966).

## Биография
После окончания курсов судоводителей трудился старшиной рыболовного катера в Приморском крае. Участвовал в Великой Отечественной войне. Служил матросом в Военно-морском флоте.
После демобилизации в 1946 году работал судоводителем, капитаном рыболовного сейнера «Восток». В 1956 году назначен капитаном рыболовного сейнера «Калуга» Управления сейнерного флота в городе Холмск Сахалинской области (позднее — Холмское управление морского рыболовного и зверобойного флота).
Экипаж сейнера «Калуга» под руководством Фёдора Силютина досрочно выполнил задания Семилетки (1959—1965) по добыче рыбы. Указом Президиума Верховного Совета СССР от 7 июля 1966 года «за выдающиеся успехи, достигнутые в выполнении заданий семилетнего плана по добыче рыбы и производству рыбной продукции» удостоен звания Героя Социалистического Труда с вручением ордена Ленина и золотой медали Серп и Молот.
В 1967 году избирался депутатом Сахалинского областного Совета народных депутатов, членом Холмского городского комитета КПСС.
После выхода на пенсию проживал в Холмске.
Скончался в 1983 году.
Награды
- Герой Социалистического Труда
- Медаль «За трудовую доблесть» (13.04.1963).